# Sonata per a flauta en si menor (HWV 367b)
La Sonata per a flauta en si menor (HWV 367b) és una sonata per a flauta i teclat (clavicèmbal), un arranjament de la Sonata per a flauta dolça en re menor (HWV 367a) de Georg Friedrich Händel, composta cap a 1712. Altres catàlegs de música de Händel la tenen referenciada com a HG xxvii,32; i HHA iv/3,42.
La sonata fou publicada com a "Opus 1, núm. 9" el 1730 en una edició no autoritzada i molt mal feta de John Walsh a Londres; a més s'indicava falsament que l'havia fet Jeanne Roger d'Amsterdam. Els canvis bàsics sobre la Sonata HWV 367a són transportar-la a si menor en lloc de re menor, i ometre el tercer i quart moviments.
Ambdues edicions, la de Walsh i la de Chrysander, detallen que l'obra és per a traversa o flauta travessera –que és la paraula italiana usada al segle XVIII–, i la van publicar com a Sonata IX (en si menor).
És la sonata per a flauta de Händel més desenvolupada i expansiva de totes. Una interpretació típica dura aproximadament catorze minuts i mig.

## Moviments
La sonata consta de cinc moviments:
| Núm. | Tipus             | Tonalitat | Mètrica | Compassos | Notes                                                                   |
| ---- | ----------------- | --------- | ------- | --------- | ----------------------------------------------------------------------- |
| 1    | Largo             | Re menor  | 4/4     | 19        |                                                                         |
| 2    | Vivace            | Re menor  | 3/2     | 63        |                                                                         |
| 3    | Alla breve        | Re menor  | 4/4     | 97        | En compàs 2/2                                                           |
| 4    | Andante           | Re menor  | 4/4     | 20        | Té dues seccions (8 i 12 compassos), cadascuna amb signes de repetició. |
| 5    | A tempo di menuet | Re menor  | 6/8     | 19        | Té dues seccions (8 i 11 compassos), cadascuna amb signes de repetició. |

(Els moviments no contenen signes de repetició llevat que s'indiqui. El nombre de compassos està agafat de l'edició de Chrysander, i és el nombre que apareix en el manuscrit, sense incloure signes de repetició.)